# Hyperlais conspersalis
Hyperlais conspersalis là một loài bướm đêm trong họ Crambidae.